# نجد العدن (حزم العدين)

تعديل مصدري - تعديل

نجد العدن ،قريه تابعه لعزلة حقين بمديرية حزم العدين إحدى مديريات محافظة إب في الجمهورية اليمنية، 
وهي سوق ومجمع للقرى المجاوره وبها كل الخدمات الي يحتاجها المواطنين  
بلغ تعداد سكانها 210 حسب تعداد اليمن لعام 2004.